# Salernska šola zdravstva
Salernska šola zdravstva (it. Scuola Medica Salernitana) je bila prva evropska zdravstvena ustanova in zaradi svoje važnosti skozi stoletja velja za predhodnico modernih univerz. Zgodovinarji medicine jo postavljajo kot mejnik, zato je navadno govora o »Salernskem obdobju« (približno od enajstega stoletja dalje), medtem ko se srednjeveška medicina imenuje tudi »predsalernska medicina«.

## Legenda
O nastanku šole ni zgodovinskih podatkov, pač pa govori o tem legenda.
Grški popotnik Pontas, ki ga je na poti skozi mesto Salerno presenetila močna ploha, je poiskal prenočišče pod oboki starega vodovoda. Kmalu se mu je pridružil drugi popotnik, rimljan Salernus, ki je bil ranjen in si je v zavetju hotel previti rano. V kratkem sta se jima pridružila še dva romarja, jud Helin in arabec Adela. Pri previjanju Salernusove rane so odkrili, da pozna vsak od njih drugačen način zdravljenja in začudeno so si priznali, da bi najučinkovitejši postopek upošteval vse štiri metode. Tako so se odločili, da se združijo in ustanovijo šolo, ki bi njihovo znanje zbrala in posredovala drugim.
Čeprav ni zgodovina, je legenda zelo poučna iz vsaj dveh razlogov. Prvič, poudarja se mednarodni značaj združenja, kjer je grška in latinska tradicija enakovredna hebrejski in arabski. Salerno v južni Italiji je bil pravo središče Sredozemlja in križišče vseh mediteranskih kultur. Še danes nekateri italijanski zgodovinarji trdijo, da je bilo vse znanje Salernske šole pristno lokalnega značaja, ker naj bi tedanji učenjaki ne potrebovali arabskih naukov. Ta teza je zgodovinsko nesprejemljiva iz več razlogov, med drugim zato, ker so se v srednjem veku izgubili vsi prevodi Hipokratovih in Galenovih del, ki jih je bilo moč spet odkriti le preko arabskih prevodov.
Drugič, legenda predstavlja popolnoma laično združenje in to v času, ko je bila vsaka znanost in vsako poučevanje privilegij cerkve.

## Zgodovina
Salernska šola medicine prav gotovo ni nastala kot šola v smislu vzgojne organizacije. Prvi pripadniki šole so se združili, da bi drug od drugega prevzeti pridobljeno znanje, a niso nameravali učiti. Njihov prvi namen je bil pomagati bolnikom in istočasno pridobivati izkušnje. Možno je, da izhaja šola iz ambulante, ki je bila okoli leta 820 ustanovljena pri benediktinskem samostanu in pozneje vključena vanj. Isti benediktinci so okoli leta 865 prejeli v oskrbo tudi novo cerkev svetega Maksima s prikjučenim zavetiščem za vdove in sirote, imenovanim hospitium. Ta meniški red se je prvi posvetil bolničarstvu in socialni oskrbi, zato obstaja možnost, da se je njihovo delovanje s časom spremenilo v bodočo šolo. Je pa tudi možno, da je šola nastala iz »konkurenčnih« laičnih elementov, ki jih morda menihi iz verskih predsodkov niso hoteli sprejeti medse, kar bi delno potrjevalo legendo. Tretja varianta se zdi še najbolj verjetna: menihi so sicer bili prvi bolničarji, a sprejeli so tudi arabski in hebrejski način zdravljenja, s čimer so se s časom oddaljili od nekaterih cerkvenih naukov in postopoma zagotovili popolno laičnost šole.
Vsekakor je treba poudariti, da je bila Salernska šola odprta vsakomur. Učitelji in učenci so bili od vsega začetka lahko pripadniki katerekoli narodnosti in vere. Kar je za tiste čase zanimivo, bodisi poučevanje kot šolanje je bilo dovoljeno tudi ženskam.
Nekateri zgodovinarji trdijo, da je Salernska šola nadaljevanje antične grške šole iz malo oddaljenega kraja Velia. Tu je še iz petega stoletja pred n. š. in vse do šestega stoletja delovala zdravniška šola, ki jo je bil baje ustanovil Parmenid. Velia se sicer lahko pohvali z izrednimi izkopaninami starega mesta in šole, a povezava s Salernsko šolo, čeprav verjetna, ni dokazana.
Zgodovino Salernske šole delimo na tri obdobja: prvo gre od samih začetkov do konca desetega stoletja, drugo obdobje obsega enajsto, dvanajsto in trinajsto stoletje, tretje obdobje sega do devetnajstega stoletja, ko je bila šola ukinjena.

### Prvo obdobje
Prav verjetno se Salernska šola ni nikoli uradno ustanovila, pač pa se je postopoma razvila iz dobro urejene ambulante, ki so jo upravljali sposobni bolničarji. Radi so sprejemali nove kolege in njihovo znanje, kar da sklepati, da so bili sprejeti tudi zdravniki, ki so v osmem stoletju zbežali iz Velie pred Arabci. Na ta način se je krepila sposobnost zdravljenja in ugled šole je rastel. Značilnost tega prvega obdobja je izključno praktično poučevanje in ustno izročilo. Zdravniki so seveda dobro poznali vse dosegljive pisane tekste, a po knjigah so posegali nekako iz osebne potrebe, ker pravica do šolanja ni zahtevala teoretičnega znanja.
Prvi posredni dokaz o obstoju neke zdravniške organizacije sega v leto 874. Zapis govori o težko bolni mladenki, ki so jo starši privedli v Salerno na zdravljenje, a arhiater (primarij) Hijeronim je po preučitvi »neštetih knjig« (librorum immensa volumina) moral priznati svojo nemoč. Dejstvo, da so bile na razpolago »neštete« knjige, priča o dobro založeni knjižnici in posredno o skupini ljudi, ki jo je uporabljala.
Iz desetega stoletja je shranjen zapis nekega Beniamina de Tudela, ki označuje Salerno kot »mesto, ki slovi po zdravniških šolah«.  Prav tako iz desetega stoletja je poročilo francoskega zgodovinarja Richer de Reims-a, ki poroča o sporu med dvema zdravnikoma na francoskem dvoru, in sicer med škofom Deroldom in nekim Salerncem. Pisec, ki hoče poudariti višjo škofovo izobrazbo, vendar priznava Salerncu naravno razumnost in izkušnjo. Legenda pravi, da se je neznani Salernec po tem dogodku nastanil v Franciji in tu do smrti opravljal svoj poklic. Po njegovi smrti se je kraj njegovega bivanja preimenoval v Salernes, morda današnji Salern.
Življenjepisec verdunskih škofov, ki je živel v enajstem stoletju, poroča, da se je leta 986 škof Adalbert II podal v Salerno, da bi mu tamkajšnji zdravniki odpravili kamenje na ledvicah.
Tudi anonimni renanski pesnik, ki se je šel po napotkih škofa Reinalda Von Dassel-a zdravit v Salerno, je po povratku navdušeno zapisal, da se hodijo tja zdravit ljudje »iz vsega sveta«.

### Drugo obdobje
Obdobje, ki obsega enajsto, dvanajsto in trinajsto stoletje, predstavlja višek Salernske šole. To je doba, ko je mesto doživljalo velik gospodarski razmah, saj se nahaja v središču Sredozemlja in je bilo zaradi tega postajališče in križišče vseh mednarodnih pomorskih poti, kar je seveda pospeševalo tudi kulturo. Z živahnim pristaniškim prometom so dospele v Salerno knjige Ibn Sine in Ibn Rušda, pa tudi eden od najznamenitejših zdravnikov tedanje dobe, Konstantin Afriški, ki je te in druge knjige tudi prevedel. Vzporedno z odkrivanjem arabskih tekstov je rastlo navdušenje za iskanje starih listin, ki so še hranile v samostanih po mestu in bližnji okolici. Benediktinci so bili namreč tedaj prisotni v lepem številu v Salernu: v enajstem stoletju so iz njih vrst izšli med drugim papež Gregor VII., papež Viktor III. in izobraženi ekleptik škof Alfano. Po zaslugi Salernske šole je bila zdravniška veda prva tehnična znanost, ki je zapustila samostanske arhive in se vrnila med laike. Prav v tem je treba videti najvažnejši pomen te ustanove: po srednjeveški zmedi se je tu prvič pojavilo zanimanje za znanost. Salernska šola je začetek tako imenovane znanstvene renesanse.
V enajstem stoletju se je šola postopoma globoko spreminjala. Praktično znanje je bilo treba izpopolnjevati s teorijo, to je s poznavanjem vedno novih knjig, ki so kmalu postale obvezne. Že proti polovici stoletja so študenti morali debatirati in komentirati klasične tekste, za kar je bila potrebna tudi določena praksa v izražanju in so se zato učili tudi leposlovnih predmetov. Glavna učitelja iz te dobe, Mauro in Ursone, sta v svojih delih jasno pokazala veliko zanimanje za teorijo in filozofijo, kakor tudi globoko poznanje Aristotela in sholastične logike. Večina zgodovinarjev je mnenja, da izhaja prav iz Salernske šole aristotelizem, ki je v naslednjih stoletjih bil podlaga zdravniške znanosti.
Delovanje šole je bilo zaobjeto v štirih točkah: 
1. pregled in opazovanje bolnika
2. iskanje vzrokov bolezni s pomočjo knjig in določitev zdravljenja (prognoza in diagnoza)
3. nadzorovanje poteka bolezni
4. uporaba čim bolj naravnih zdravil in pripomočkov.

Ob koncu enajstega stoletja se je ustalila metoda študija, ki je poslej ostala v veljavi vse do osemnajstega stoletja: branje in obnova določenih tekstov, njihov ustni komentar pred učiteljem in zapis tega komentarja za arhiv. Po današnjih pojmih je Salernska šola na ta način iz vajeniške šole postala univerza. Dela, ki so ostala ohranjena, niso le zapisi pri praktičnih vajah, pač pa slogovno popolni teksti, spisani v pravilni in celo književni latinščini, s citati klasičnih avtorjev. Kot poznejša vseučilišča, je že v dvanajstem stoletju Salernska šola bila v tesnih stikih s šolo zdravstva v Montpellieru v Franciji, s čigar učitelji in študenti je potekalo zelo živahno dopisovanje.

#### Posegi in priznanja oblasti
Seveda so se tudi tedanje oblasti zavedale važnosti Salernske šole. Leta 1231 je v ustavnih zakonih, ki jih je izdal cesar Friderik II., natančno določen učni načrt in potek izpitov (Melfijski ustavni zakoni). Predpisan je bil triletni študij logike, nato pet let medicine (vključno s kirurgijo in anatomijo), eno leto prakse pri starejšem zdravniku in vsakih pet let obdukcija človeškega trupla. Ob koncu študija je moral absolvent podati izpite pred šolskimi predstojniki in nato zaprositi kralja za diplomo. Isti zakon je tudi določeval, naj se zdravila, ki so se proizvajala v kraljevini, ne prodajajo brez predhodnega odobrenja salernskih zdravnikov.
Karel I. Anjou je študente in nekatere učitelje oprostil davkov. Šola, ki je bila privatna organizacija, je prešla pod nadzor mestne uprave. Leta 1359 je kraljica Ivana I. Anjou določila, da sme šola izdajati diplome brez kraljevega odobrenja in da smejo absolventi Salernske šole opravljati zdravniški poklic po vsej kraljevini. Pozneje, pod princi Sanseverino (petnajsto in šestnajsto stoletje), se sprva sploh nihče ni smel baviti z medicino, če ni imel diplome Salernske šole. V tem obdobju so se začeli poučevati v Salernski šoli tudi razni drugi predmeti, na primer filozofija in pravo.

### Tretje obdobje
Salernska šola se je začela počasi umikati v ozadje, ko je bila leta 1224 ustanovljena univerza v Neaplju, ki je bila državna in je torej razpolagala z večjimi sredstvi. Študentje, ki jim medicina ni bila glavno zanimanje, so se poslej šolali v Neaplju, kjer so predavali vsi večji učenjaki tistega časa. Tisti pa, ki so v prejšnjih časih prihajali iz vse Evrope v Salerno, so začeli obiskovati modernejše univerze v Parizu in Montpellieru. Ko so se pozneje ustanovile univerze v Padovi in Bolonji, je Salernska šola ostala le malo več kot lokalna ustanova. To pa ne pomeni, da je upadla kakovost poučevanja, nasprotno, poglobile so se študije v zvezi z zdravstvom in farmakologijo, a ostali predmeti se niso razvijali. Šola se je tako specializirala v svoji stroki, a na ta način zaostala za novimi univerzami, ki so se povsod ustvarjale in ki so obravnavale vsa področja znanja.
Leta 1811, ko je bila Italija pod francosko nadoblastjo, je bilo šolstvo preurejeno in v tem okviru je bila Salernska šola, še vedno privatna, ukinjena v prid Neapeljske državne univerze in državnega liceja z novoustanovljenimi fakultetami za anatomijo, kirurgijo in medicino.
Leta 2005 je bila ustanovljena fakulteta za medicino na Salernski univerzi, ki naj bi idealno prevzela tisočletno tradicijo stare Salernske šole zdravstva.

## Delovanje in pomen šole
Kot že omenjeno, je šola sprva slonela le na Hipokratovih in Galenovih naukih ter predvsem na praktičnem znanju. Preučevanje arabskih tekstov je postopoma privedlo do globokega poznanja naravnih lekov, ki so se pridobivali v glavnem iz zdravilnih zelišč. Eno od glavnih opravil šole je bilo gojenje vseh vrst rastlin in pridobivanje zdravil iz njih predelave. Tako je Salernska šola skušala na znanstven način uporabiti starinska znanja. Ni postavljala novih teorij, ni posredovala senzacionalnih odkritij. Po mističnosti srednjega veka, ki je zahtevala, da se telo pokori in žrtvuje za blagor duše, je Salernska šola nasprotno učila, da je telesno zdravje neprecenljive vrednosti. To je storila brez filozofskih razpravljanj, samo z vsakodnevno zdravniško prakso.
Razen tega so se ohranili zapisi o nekaterih neverjetno modernih  postopkih zdravljenja. Za nekatera zdravila so na primer svetovali, naj se ne pogoltnejo, temveč naj se stopijo v ustih; zdravila neprijetnega okusa so zavijali v solatne liste, podobno kot se danes zapirajo v hostijo; veliko važnost so polagali na ovlažitev zraka v bolniški sobi; priporočali so zobno higieno. Te in podobne postopke je farmakopeja sprejela šele v preteklem stoletju.
Prav tako je zanimiv podatek, da so že v devetem stoletju uporabljali neko confectio soporis (dobesedno: napravo za spanje), pozneje imenovano spongia somnifera (uspavalna goba): to je bila naravna morska goba, ki so jo napili z mamilom in jo položili na usta in nos pacijenta pred operacijo, da so ga uspavali. Izumili so tudi poseben način povezovanja žil med kirurškimi posegi, za kar so uporabljali svileno nit.

## Ohranjena dela
Ohranilo se je veliko knjig, ki so jih napisali zdravniki Salernske šole. Omembe vredni so predvsem Konstantinovi prevodi, pa tudi veliko izvirnih del. Posebno mesto zavzemajo knjige zdravnice Trotule (ali Trokte), ki segajo še v prvo obdobje delovanja šole, torej še praktično v sam srednji vek, ko se ženske še nikjer drugje niso uveljavljale.
Tudi Antidotario, ki je bil neke vrste herbarij z oznako zdravilnih učinkov vseh orisanih rastlin, je dolgo let veljal za uradno farmakopejo po vsej Evropi.
Nedvomno najvažnejša in najpopolnejša knjiga, ki je izšla iz vrst Salernskih zdravnikov, je Regimen Sanitatis Salernitanum. To je spisek naukov in nasvetov za ohranitev zdravja, ki je skupno delo šole. Original je bil spisan v 362 verzih, a s časom se je delo razširjalo in izpopolnjevalo, tako da je končni izdelek obsegal kar 2130 verzov. Prvič je bil Regimen natisnjen leta 1480, a doživel je nešteto ponatisov in prevodov; zadnji, italijanski, je iz leta 2001.
Nekateri njegovi nauki so še danes koristni, na primer naslednji: Če se ne moreš posvetovati z zdravnikom, naj te zdravijo te tri stvari: zadovoljno srce, mir in zmerna prehrana.